# Discografia de Ashley Roberts
A discografia de Ashley Roberts, uma cantora americana e ex-integrante do Pussycat Dolls, consiste em um álbum de estúdio, dois singles, dois singles promocionais e quatro vídeos de música.

## Álbuns

### Álbuns de estúdio
| Título do álbum  | Detalhes do álbum                                                                                        | Maiores posição | Maiores posição | Maiores posição |
| Título do álbum  | Detalhes do álbum                                                                                        | RU              | RU Indie        |                 |
| ---------------- | --- | --------------- | --------------- | --------------- |
| Butterfly Effect | - Lançamento: 1 de setembro de 2014 - Gravadora: Metropolis London Music - Formato: CD, download digital | 159             | 36              |                 |

## Como artista principal
| Ano  | Título      | Maiores posições | Maiores posições | Maiores posições | Álbum            |
| Ano  | Título      | RU               | RU Indie         | RU Pop Club      | Álbum            |
| ---- | ----------- | ---------------- | ---------------- | ---------------- | ---------------- |
| 2014 | "Clockwork" | 175              | 18               | —                | Butterfly Effect |
| 2014 | "Woman Up"  | —                | —                | 5                | Butterfly Effect |

## Singles promocionais
| Ano  | Título                      | Álbuns                        |
| ---- | --------------------------- | ----------------------------- |
| 2010 | "Theme from A Summer Place" | Não adicionado à nenhum álbum |
| 2012 | "Yesterday"                 | Não adicionado à nenhum álbum |

## Outras músicas solo
| Ano  | Título         | Álbum                          |
| ---- | -------------- | ------------------------------ |
| 2008 | "Played"       | Doll Domination Deluxe Edition |
| 2012 | "All in a Day" | Butterfly Effect               |
| 2014 | "My Song"      | Butterfly Effect               |

## Vídeos musicais
| Ano  | Título      | Diretor(es)  | Álbum                         |
| ---- | ----------- | ------------ | ----------------------------- |
| 2012 | "Yesterday" | "Don Tyler"  | Não adicionado à nenhum álbum |
| 2014 | "Clockwork" | "Ramy Dance" | Butterfly Effect              |
| 2014 | "Woman Up"  | "Ramy Dance" | Butterfly Effect              |

### Outras músicas solo
| Ano  | Canção                 | Artista                          | Papel             |
| ---- | ---------------------- | -------------------------------- | ----------------- |
| 2004 | "Accidentally in Love" | Counting Crows                   |                   |
| 2010 | "Stars in Your Eyes"   | Her Majesty & The Wolves         | Dançarina         |
| 2011 | "2 DA LEFT"            | Leo Moctezuma                    | Dançarina         |
| 2012 | "Dirrty Up"            | Bobby Newberry                   | Dançarina         |
| 2012 | "Toxic Love"           | Bobby Newberry                   | Dançarina         |
| 2015 | "Goodbye"              | Bobby Newberry & Melody Thornton | Artista convidada |